# Shunto Kodama
Shunto Kodama (児玉 駿斗 Kodama Shunto?, nacido el 3 de diciembre de 1999 en Osaka) es un futbolista japonés que se desempeña como centrocampista.

## Trayectoria

### Clubes
| Club                    | País  | Año         |
| ----------------------- | ----- | ----------- |
| Tokai Gakuen University | Japón | 2018 -      |
| Nagoya Grampus (cedido) | Japón | 2018 - 2019 |

## Estadística de carrera

### J. League
| Club           | Año   | J. League | J. League | Copa J. League | Copa J. League | Total | Total |
| Club           | Año   | Part.     | Goles     | Part.          | Goles          | Part. | Goles |
| -------------- | ----- | --------- | --------- | -------------- | -------------- | ----- | ----- |
| Nagoya Grampus | 2018  | 8         | 0         | 1              | 1              | 9     | 1     |
| Total          | Total | 8         | 0         | 1              | 1              | 9     | 1     |